# 英国動物虐待防止協会
英国王立動物虐待防止協会 (英語: The Royal Society for the Prevention of Cruelty to Animals, RSPCA) は、動物福祉を推進するイギリスの非営利団体。1824年に設立され、世界最大かつ最古の動物福祉団体である。
記録によると、2009年、14万1280件の動物虐待に関わる問題を調査し、13万5293頭の動物を救出した。英国の数ある慈善団体の中で最も大きなもののひとつであり、2008年の記録によれば1,505人の従業員を雇用している。
この世界でも最古の権威のある動物福祉のための協会の影響力は大きく、他国での似たような運動のきっかけとなり、北アイルランドのアルスター動物虐待防止協会、スコットランド動物虐待防止王立協会 （スコットランドSPCAまたはSSPCA）、オーストラリア動物虐待防止王立協会、ニュージーランド動物虐待防止王立協会（RNZSPCA）、アメリカ動物虐待防止協会などがのちに設立された。
RSPCAの事業はすべて寄付金で賄われている。国からの補助金や宝くじの資金などは受け取っていない。2008年度の総収入は1億1992万6000英ポンドであり、総支出は1億1409万0000英ポンド、残7065万6000英ポンドであった。

## 歴史
動物虐待防止協会は1824年に設立された。設立者はリチャードマーティン MP （人情深いディックというニックネームを与えられた）、ウィリアムウィルバーフォース MP、リバーエンドアーサーブルームなどを含む22名のグループで、ロンドンのカフェではじまったという。
この団体は、世界で最初の動物福祉を目的にした慈善団体になる。設立年の1824年には、63件のケースを裁判にもちこんだという。1840年にヴィクトリア女王の認可がおり現在のRSPCAとなった。
1830年代後半にはRSPCAのやり方として知られる動物虐待の状況を「調査する」という伝統がはじまっていた。
RSPCAは19世紀を通じて議会に圧力をかけ、いくつもの法律を通過させた。1835年には動物虐待防止法、1876年には動物実験をコントロールする法律を、そして1911年にはサージョージグリーンウッドによる動物保護法が成立した。
RSPCAは現在も積極的に動物福祉に関する条例を見直すこと、そしてそれを実行させることに力を注いでおり、最近の大きな成果は2006年の動物福祉法の設立であろう。
絵：ビルバーンズ公判。リチャードマーティンがムチで虐待されたというロバをつれて現れたので裁判所は騒然となった。これが世界ではじめての動物虐待を問題にした例になった。この事件はロンドンの新聞を賑わせたという。

## 仕組み
RSPCAセンター、動物病院、支部などが英国の国中で見られる。2009年には217497頭の動物が治療され、70030頭の動物に新しい飼い主を捜し当てた業績がある。

### 動物病院
RSPCAが管理する動物病院は4つあり（バーミンガム、マンチェスター、ロンドン（南）、ロンドン（北））、その他小さなクリニックも多数存在しており何らかの事情で通常の動物病院で加療されない不幸な境遇の動物を治療している。

### RSPCAセンター
センターでは様々な状況のケガや病気をもつ助けられた動物の世話をすることと同時に独自に状況調査をおこなったり、ボランティアをつのり、全ての動物にとって一番よいと思われる環境作り（飼い主探し）に取り組んでいる。
また、RSPCAは野生動物センターも4つ所有しており、これら4つの施設（東ウィンチ （ノーフォーク）、 西ハッチ（サマー）、ステープリーグレンジ（チェシャー）とMallydamsウッド（イーストサセックスチャンス））で病気、ケガ、迷いこんだ野生動物を世話し、元の環境に無事もどることができるようにと取り組んでいる。

### 支部
支部は英国内、ウェールズなど各地に存在し、それぞれ支部毎に地域レベルで動作し、それぞれ別々に登録慈善団体はボランティアによって運営されている。自己資金で運営されるため、ローカルに資金を調達している。平均的に約4分の3の動物たちに適した飼い主を見つけることができている。また、マイクロチップ、動物の治療や避妊去勢手術などのアドバイスを提供するとともにショップの経営にも携わる。

### グループ
RSPCAの各地方それぞれに6つの視察団グループが存在する。このグループは、インスペクタチーフを筆頭に動物福祉の役員（AWOs）と動物収集オフィサー（ACO）などで構成されている。

### 地方レベル
地方は5つの地域に分けられる。

### 国レベル
センターでは全ての連絡を集約している

## RSPCAの使命と慈善事業としての社会的地位
RSPCAは正式な慈善事業（no.219099）として登録されている。国からの補助金やギャンブル宝くじの資金などは受け取っていない。慈善事業としての使命は、動物虐待を防止し、動物への優しさを持つ、動物の苦しみをやわらげる社会作りを目指している。
RSPCAの使命は：

### ペット動物の福祉
- すべてのペット動物が適切に取り扱われ、適した環境で暮らしていること
- すべての動物虐待をなくすこと
- 世界中でペット動物の生活基準をあげること
- ペット動物の過剰生産をなくすこと

### 家畜へのキャンペーン
- 農場で飼われているすべての家畜の生活基準をあげること
- 家畜の登録を推進すること
- 消費者に食肉、卵、酪農食品を購入する際に動物福祉をきちんと考慮している生産者を見極めるよう働きかけること
- 動物食品の情報提供のラベルを管理することにより消費者に動物福祉をきちんと考慮している生産者を見極めるよう働きかけること
- 英国から生きたままの家畜を食肉のために輸出することを禁止すること

### 野生動物の福祉
- 野生動物をサーカスで使用することを禁止すること
- スポーツの目的で野生動物を狩りしたり殺したりすることを許さない社会作りを目指すこと
- 動物に芸をさせる場合はガイドラインに沿った方法を用いること
- 海外からの動物をペットとして不適切な環境で飼うことを禁止すること
- 象牙の貿易を阻止すること

### 実験動物への取り組み
- 実験のために動物を使用することへの必要性と正当性を問いただすこと
- 実験により動物が苦しむようなことがないようにすること
- 世界中で実験のために飼われている動物の飼育状況を改善すること
- ヨーロッパで新しい条約が設立されれば、英国内でもそれに沿って改善すること

## RSPCAと日本
日本では、2008年にアニマルレフュージ関西 (ARK) がRSPCAの協会員として初めて認定されている。